# Danielius Nomanovas
Danielius Nomanovas (* 20. Oktober 1995) ist ein litauischer Eishockeyspieler, der seit 2019 beim Hasle-Løren IL in der 1. divisjon, der zweithöchsten norwegischen Spielklasse, spielt.

## Karriere

### Clubs
Danielius Nomanovas begann seine Karriere als Eishockeyspieler bei Vanvita Vilnius, für das er bereits als 16-Jähriger sein Debüt in der litauischen Eishockeyliga gab. 2013 wechselte er zu Baltica Vilnius in die russisch geprägte Nachwuchsliga Molodjoschnaja Chokkeinaja Liga B, spielte aber auch für den SC Energija Elektrėnai in der belarussischen Wysschaja Liga, der zweithöchsten Spielklasse des Landes. 2014/15 stand er bei Žalgiris Vilnius in der Molodjoschnaja Liga B auf dem Eis. Anschließend kehrte er zu Energija in die Wysschaja Liga zurück, wechselte aber bereits im Oktober 2015 zu JLSS Zemgale in die lettischen Eishockeyliga. Anschließend spielte er in schneller Folge in den Niederlanden, dem Vereinigten Königreich und Deutschland. Unterbrochen wurden diese Auslandsaufenthalte durch einen Zwischenstoppmin seiner Heimat, wo er mit Energija Elektrėnai 2010 Litauischer Meister wurde. Seit 2019 spielt er beim norwegischen Zweitligisten Hasle-Løren IL.

### International
Für Litauen nahm Nomanovas im Juniorenbereich an den U18-Weltmeisterschaften 2012 und 2013 sowie den U20-Weltmeisterschaften 2013, 2014 und 2015, als er zum besten Spieler seiner Mannschaft gewählt wurde, jeweils in der Division II teil.
Mit der litauischen Herren-Nationalmannschaft spielte Nomanovas erstmals bei der Weltmeisterschaft 2015 in der Division I, wo er auch 2016 spielte. Zudem vertrat er seine Farben bei der Qualifikation für die Olympischen Winterspiele in Pyeongchang 2018.

## Erfolge und Auszeichnungen
- 2018 Litauischer Meister mit dem SC Energija Elektrėnai